# MUTEK
 (novembre 2023).
Si vous disposez d'ouvrages ou d'articles de référence ou si vous connaissez des sites web de qualité traitant du thème abordé ici, merci de compléter l'article en donnant les références utiles à sa vérifiabilité et en les liant à la section « Notes et références ».
 (novembre 2023).
 (novembre 2023).
Il peut être nécessaire de l'améliorer pour respecter le principe de neutralité de point de vue. Veuillez consulter la page de discussion pour plus de détails.

MUTEK est un festival de musique électronique et de créativité numérique qui a lieu annuellement à Montréal depuis 2000. La plateforme centrale de l'organisme constitue le festival qui se tient chaque année à la fin du mois d'août dans le Quartier des spectacles à Montréal.
La mission principale du festival est d'offrir aux artistes les plus originaux et visionnaires du domaine, un tremplin visant à les faire connaître et les propulser le plus loin possible dans leur concept de création tout en visant la sensibilisation et le développement de nouveaux publics. L'engagement continu envers l'innovation et la promotion de la créativité contemporaine fait de MUTEK une organisation majeure dans le monde de la musique électronique en direct et de la performance audiovisuelle en temps réel.

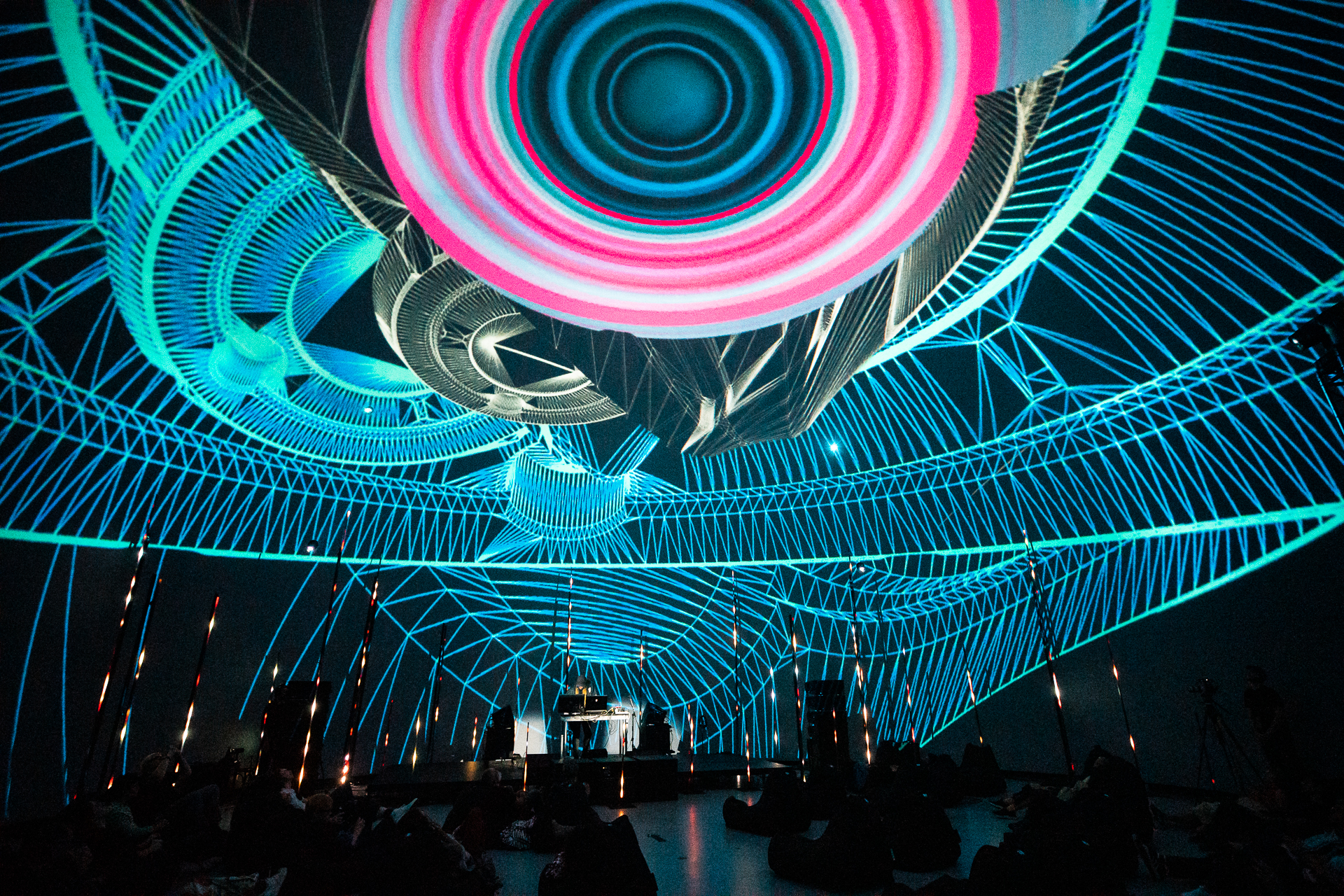

## Historique

### Fondation et débuts (2000-2005)
Le festival MUTEK est l’un des premiers évènements au Canada à se consacrer au phénomène des nouvelles musiques électroniques en intersection avec la créativité numérique. MUTEK a vu le jour en l'an 2000 à Montréal, Québec, Canada. Fondé par Alain Mongeau, déjà un acteur majeur dans le domaine des arts électroniques, le festival a émergé comme une réponse à la nécessité de créer un espace consacré à la musique électronique live et à la performance audiovisuelle en temps réel. Les premières éditions ont eu lieu dans des lieux emblématiques de la scène culturelle montréalaise.
À partir de 2001, des soirées ponctuelles hors festival sont organisées à Montréal. À partir de 2002, MUTEK organise des soirées et mini-évènements notamment à Berlin, Sao Paolo, Valparaíso, New York, Barcelone, Marseille, Paris, Rome, des tournées au Mexique en 2003, en Chine en 2004 et en Amérique du Sud en 2005 et l’instauration de différentes ramifications du festival MUTEK au Chili, au Mexique, en Espagne et au Japon,.

### Expansion et consécration internationale (2006-2010)
Au cours de cette période, MUTEK a connu une expansion significative. En 2002, le festival s'était déjà implanté en Amérique latine, organisant des événements au Chili et en Argentine. Cette internationalisation a été un tournant majeur, élevant MUTEK au rang de festival mondial. La reconnaissance internationale a également attiré des artistes de premier plan, contribuant à diversifier la programmation et à élargir l'influence du festival.

### Le tournant des années 2010
La dernière décennie a été marquée par des développements importants pour MUTEK. En 2013, le volet professionnel Forum a été intégré, ajoutant une dimension éducative et de réseautage au festival.

### Innovations artistiques et initiatives d'inclusion (2016-2020)
Durant cette période, MUTEK a continué à évoluer en introduisant des initiatives clés. Amplify, lancé en 2018, a mis l'accent sur l'inclusion et la diversité dans la programmation, offrant une plateforme aux talents émergents et sous-représentés,,.

### Résilience et adaptation (2020-2023)
La pandémie mondiale de COVID-19 a présenté des défis uniques, mais MUTEK a démontré sa résilience en adaptant son format. Des éditions hybrides et des événements virtuels ont maintenu la connexion avec le public mondial,,. C’est au cours de cette période que MUTEK s’est également lancé dans la production de contenu en réalité virtuelle.

### Un quart de siècle (2024)
En 2024, MUTEK célèbrera ses 25 ans avec une édition anniversaire spéciale[réf. nécessaire].

## Mission et objectifs
MUTEK cherche à créer un espace dynamique où la musique électronique live et la créativité numérique convergent pour offrir des expériences uniques. Cela se manifeste de plusieurs manières :

### Promouvoir l'innovation artistique et soutenir la créativité numérique
MUTEK s'engage à être une plateforme avant-gardiste qui favorise l'innovation dans le domaine de la musique électronique live et de la performance audiovisuelle. Le festival vise à être un catalyseur pour les nouvelles formes d'expression artistique numérique. MUTEK cherche à explorer et à célébrer la créativité numérique sous toutes ses formes. Cela inclut la promotion d'artistes qui repoussent les frontières de l'expérience sensorielle et de la narration visuelle à travers l'utilisation de technologies émergentes. MUTEK sert de vitrine pour les artistes émergents et établis, offrant une plateforme pour présenter des performances novatrices et des œuvres qui repoussent les limites de la création numérique.

### Favoriser l'inclusion et établir des connexions internationales
L'inclusion est au cœur des valeurs de MUTEK. Le festival s'efforce de créer un espace où tous les artistes, quelle que soit leur origine, leur genre, ou leur identité, ont l'opportunité de présenter leur travail et de contribuer à la conversation artistique mondiale. MUTEK a pour ambition de connecter les artistes, les professionnels de l'industrie et le public à travers le monde. En favorisant les échanges culturels et artistiques, le festival contribue à construire des ponts entre les différentes scènes électroniques et à stimuler la collaboration transfrontalière.

### Éduquer, inspirer et anticiper l'avenir
À travers le volet professionnel Forum et d'autres initiatives, MUTEK s'engage à éduquer et à inspirer la communauté artistique et le public en explorant les intersections de la technologie et de la créativité. En restant à l'avant-garde des évolutions technologiques et artistiques, MUTEK joue un rôle clé dans la formation de l'avenir de la musique électronique et de la créativité numérique. Le festival sert de laboratoire pour les expérimentations artistiques et technologiques qui définiront les années à venir.

## Festival
Depuis plusieurs années, le festival se déroule au mois d'août sur 6 jours et nuits dans le Quartier des spectacles à Montréal.

### Édition 2024
MUTEK célèbrera son 25e anniversaire du 20 au 25 août 2024 à Montréal.

### Éditions précédentes

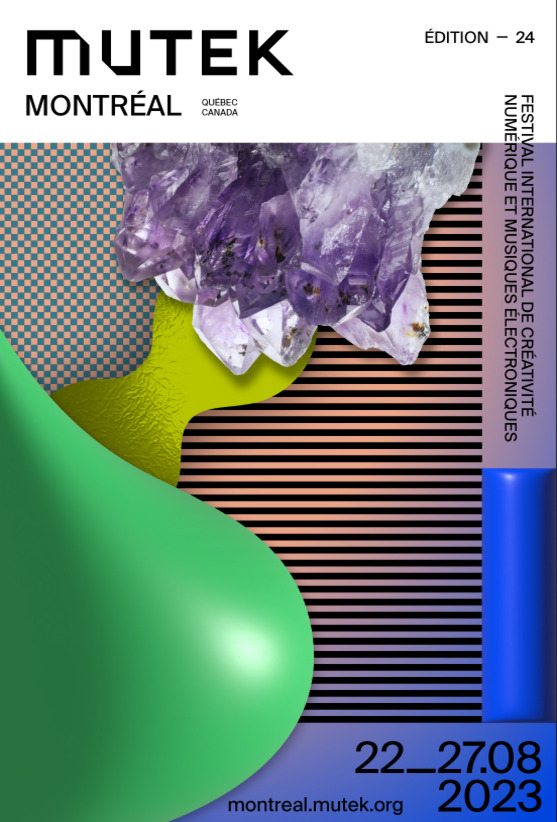
Affiche officielle de la 24e édition de MUTEK Montréal

#### 24e édition
Dates : 22 au 27 août 2023
Artistes : NC
Performances : NC
Artistes importants : Alessandro Cortini, Cinthie, dBridge, Deadbeat, Eris Drew, Deena Abdelwahed, Michael Paradinas, Open Reel Ensemble, Tim Hecker
Participants : plus de 60000
Exposition virtuelle : oui
Fait marquant : MUTEK a investi le temple de l'EDM montréalais : le New City Gas.

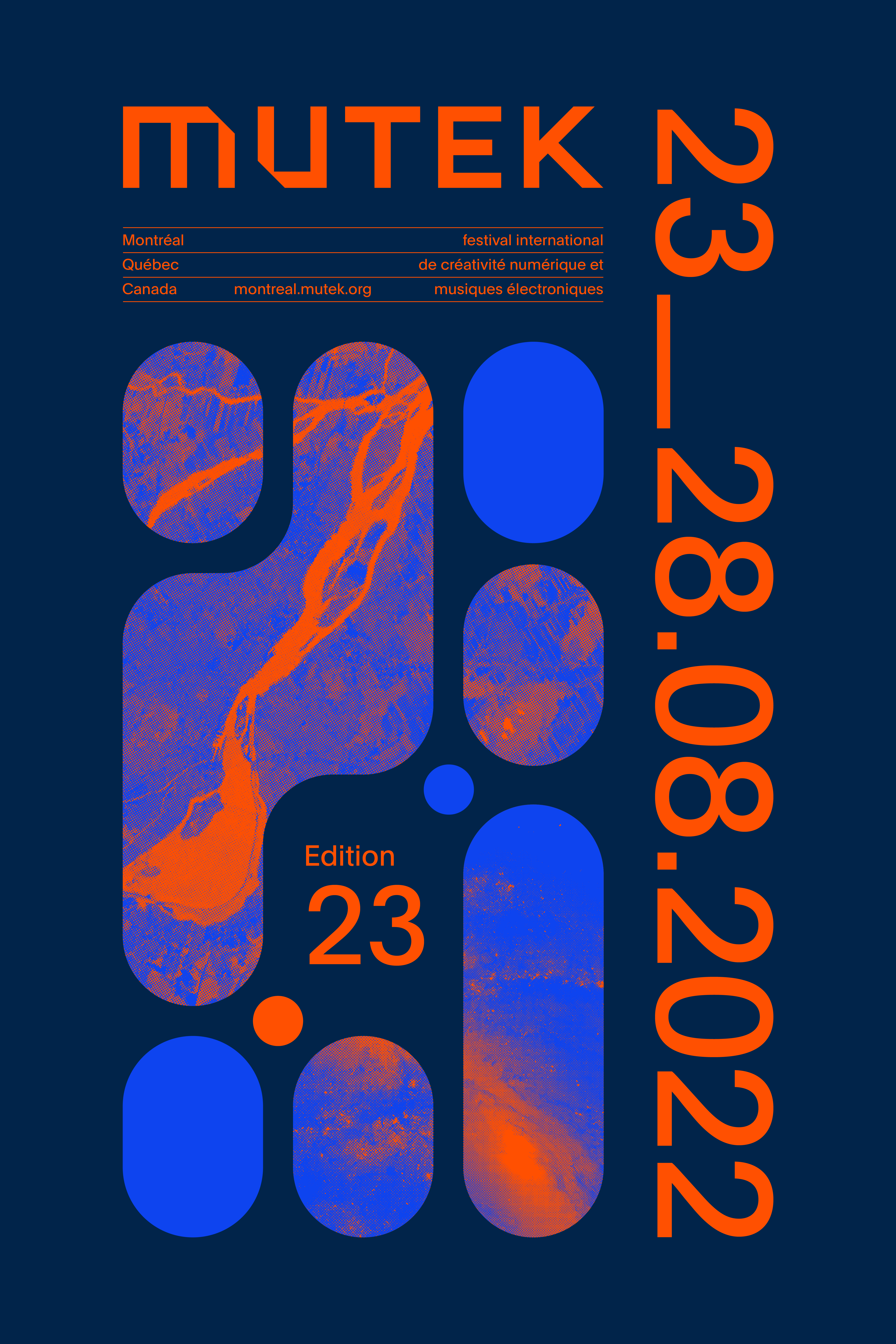
Affiche officielle de la 23e édition de MUTEK Montréal

#### 23e édition
Dates : 23 au 28 août 2023
Artistes : 138
Performances : 77
Artistes importants : Bendik Giske, Caterina Barbieri, Cora Novoa, Loraine James, Marina Herlop, Max Cooper, Nicola Cruz, NSDOS, Planetary Assault Systems (Luke Slater)
Participants : plus de 60000
Exposition virtuelle : oui
Fait marquant : lancement de la Collection immersive, une série d'oeuvres en réalité virtuelle.

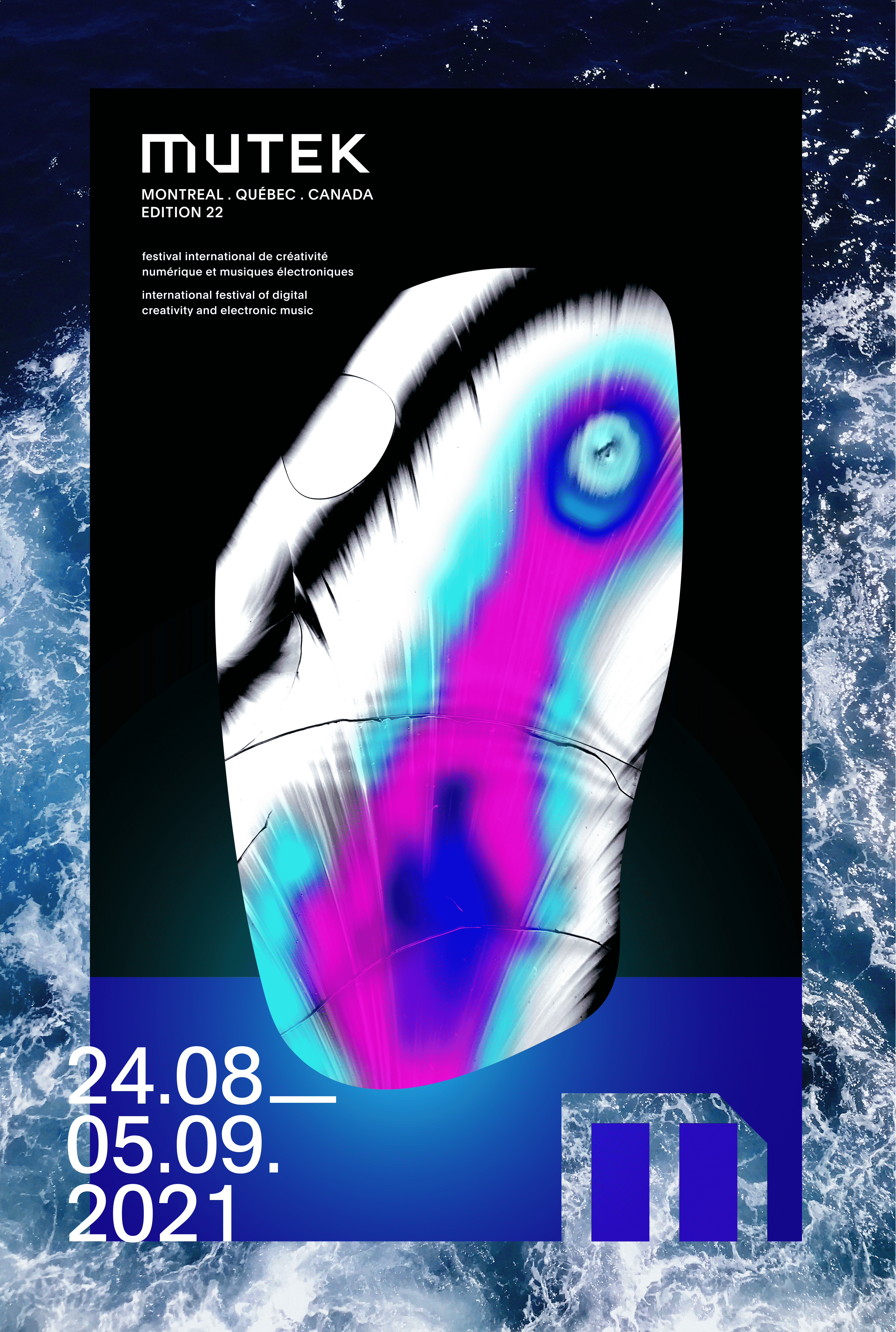
Affiche officielle de la 22e édition de MUTEK Montréal

#### 22e édition (hybrid)
Dates : 24 août au 5 septembre 2021
Artistes : NC
Performances : 59
Artistes importants (Canadiens uniquement) : All is Well (Fred Everything), M. Bootyspoon, Phèdre, Priori, Yu Su
Participants : plus de 60000
Exposition virtuelle : oui
Fait marquant : en raison des restrictions liées à la COVID 19, la programmation était entièrement locale (canadienne)